# Cuộc đời Émile Zola
Cuộc đời Émile Zola là một phim tiểu sử nhà văn Pháp nổi tiếng Émile Zola, được hãng Warner Bros. sản xuất năm 1937. Phim này mô tả tình bạn của Émile Zola với họa sĩ nổi tiếng Paul Cézanne cùng việc dính líu vào vụ Dreyfus của nhà văn này. Phim này thành công lớn cả về mặt phê bình cũng như mặt tài chính và các bài phê bình đương thời đã coi phim này là phim tiểu sử hay nhất từ trước tới thời đó. Đây là phim tiểu sử thứ nhì đoạt giải Oscar cho phim hay nhất. Ngày nay nhiều nhà phê bình vẫn còn đánh giá cao phim này.
Năm 2000, phim Cuộc đời Émile Zola đã được Nơi đăng ký phim quốc gia (Hoa Kỳ) thuộc Thư viện Quốc hội (Hoa Kỳ) chọn để bảo tồn, như một phim có ý nghĩa về "văn hóa, lịch sử hoặc thẩm mỹ".

## Đội ngũ sản xuất

### Đoàn làm phim
- Đạo diễn: William Dieterle
- Biên kịch: Norman Reilly Raine, Heinz Herald và Geza Herczeg
  - viết truyện: Heinz Herald và Geza Herczeg
  - theo quyển Zola and His Time (Zola và thời đại của mình) của Matthew Josephson
- Sản xuất: Henry Blanke
- Âm nhạc: Max Steiner (trưởng ban, Leo F. Forbstein)
- Quay phim: Tony Gaudio
- Biên tập: Warren Low
- Chỉ đạo nghệ thuật: Anton Grot
- Trợ lý đạo diễn: Russel Saunders

## Diễn viên

### Vai diễn
- Paul Muni vai Émile Zola
- Gale Sondergaard vai Lucie Dreyfus
- Joseph Schildkraut vai đại úy Alfred Dreyfus
- Gloria Holden vai Alexandrine Zola
- Donald Crisp vai Maitre Labori
- Erin O'Brien-Moore vai Nana
- Vladimir Sokoloff vai Paul Cézanne
- Grant Mitchell vai Georges Clemenceau
- Morris Carnovsky vai Anatole France.

## Các giải Oscar
- Giải Oscar cho phim hay nhất: Warner Bros. (Henry Blanke, nhà sản xuất)
- Giải Oscar cho nam diễn viên phụ xuất sắc nhất: Joseph Schildkraut
- Kịch bản tốt nhất: Heinz Herald, Geza Herczeg và Norman Reilly Raine

## Các đề cử nhận giải Oscar
- Giải Oscar cho nam diễn viên chính xuất sắc nhất: Paul Muni
- Giám đốc nghệ thuật xuất sắc nhất: Anton Grot
- Phụ tá đạo diễn xuất sắc nhất: Russell Saunders
- Giải Oscar cho đạo diễn xuất sắc nhất: William Dieterle
- Nhạc hay nhất, phối nhạc: Max Steiner, thưởng cho Leo F. Forbstein
- Âm thanh tốt nhất: Nathan Levinson (Warner Bros. SSD)
- Kịch bản tốt nhất, cốt truyện gốc: Heinz Herald và Geza Herczeg